# Ang Buhay ni Genghis Khan
Ang Buhay ni Genghis Khan é um filme de drama filipino de 1950 dirigido e escrito por Manuel Conde. Foi selecionado como representante das Filipinas à edição do Oscar 1951, organizada pela Academia de Artes e Ciências Cinematográficas.

## Elenco
- Manuel Conde - Genghis Khan
- Elvira Reyes - Li Hu
- Inday Jalandoni - Börte
- Jose Villafranca
- Lou Salvador - Jamukha
- Don Dano - Darmo Acosta
- Africa Dela Rosa
- Ric Bustamante
- Ely Nakpil
- Johnny Monteiro
- Andres Centenera
- Leon Lizares